# Soudron
Soudron és un municipi francès, situat al departament del Marne i a la regió del Gran Est. L'any 2007 tenia 269 habitants.

## Demografia

### Població
El 2007 la població de fet de Soudron era de 269 persones. Hi havia 96 famílies, de les quals 13 eren unipersonals (3 homes vivint sols i 10 dones vivint soles), 35 parelles sense fills, 31 parelles amb fills i 17 famílies monoparentals amb fills.
La població ha evolucionat segons el següent gràfic:
Habitants censats

### Habitatges
El 2007 hi havia 114 habitatges, 101 eren l'habitatge principal de la família, 3 eren segones residències i 10 estaven desocupats. Tots els 114 habitatges eren cases. Dels 101 habitatges principals, 80 estaven ocupats pels seus propietaris, 21 estaven llogats i ocupats pels llogaters i 1 estava cedit a títol gratuït; 1 tenia dues cambres, 4 en tenien tres, 20 en tenien quatre i 76 en tenien cinc o més. 96 habitatges disposaven pel capbaix d'una plaça de pàrquing. A 32 habitatges hi havia un automòbil i a 65 n'hi havia dos o més.

### Piràmide de població
La piràmide de població per edats i sexe el 2009 era:
| Homes | Edats   | Dones |
| ----- | ------- | ----- |
| 0     | 95 o +  | 0     |
| 0     | 90 a 94 | 0     |
| 0     | 85 a 89 | 4     |
| 0     | 80 a 84 | 4     |
| 12    | 75 a 79 | 8     |
| 4     | 70 a 74 | 12    |
| 4     | 65 a 69 | 4     |
| 8     | 60 a 64 | 4     |
| 12    | 55 a 59 | 8     |
| 8     | 50 a 54 | 16    |
| 8     | 45 a 49 | 8     |
| 4     | 40 a 44 | 12    |
| 24    | 35 a 39 | 8     |
| 0     | 30 a 34 | 16    |
| 16    | 25 a 29 | 4     |
| 8     | 20 a 24 | 4     |
| 16    | 15 a 19 | 12    |
| 12    | 10 a 14 | 8     |
| 12    | 5 a 9   | 8     |
| 4     | 0 a 4   | 8     |

## Economia
El 2007 la població en edat de treballar era de 180 persones, 139 eren actives i 41 eren inactives. De les 139 persones actives 128 estaven ocupades (71 homes i 57 dones) i 11 estaven aturades (4 homes i 7 dones). De les 41 persones inactives 20 estaven jubilades, 17 estaven estudiant i 4 estaven classificades com a «altres inactius».

### Ingressos
El 2009 a Soudron hi havia 112 unitats fiscals que integraven 301 persones, la mediana anual d'ingressos fiscals per persona era de 19.453 €.

### Activitats econòmiques
Dels 9 establiments que hi havia el 2007, 1 era d'una empresa alimentària, 1 d'una empresa de comerç i reparació d'automòbils, 2 d'empreses d'hostatgeria i restauració, 2 d'empreses immobiliàries i 3 d'empreses de serveis.
L'únic servei als particulars que hi havia el 2009 era un restaurant.
L'any 2000 a Soudron hi havia 27 explotacions agrícoles que ocupaven un total de 3.080 hectàrees.

## Equipaments sanitaris i escolars
El 2009 hi havia una escola elemental integrada dins d'un grup escolar amb les comunes properes formant una escola dispersa.

## Poblacions més properes
El següent diagrama mostra les poblacions més properes.